# Rietgors
De rietgors (Emberiza schoeniclus) zangⓘ is een lid van de gorzenfamilie, zaadetende zangvogels van moerasgebieden met riet en struiken. Het verspreidingsgebied omvat een groot deel van Europa en Azië.

## Kenmerken
Het mannetje is in het voorjaar en in de zomer duidelijk herkenbaar aan zijn pikzwarte kop, keel en bovenborst, een witte 'sjaal' en een vaalbruine rug met zwarte strepen. De vuilwitte onderzijde heeft een lichtgrijs gestreepte stuit. De flanken bevatten zwartrode strepen. De staart is bruinzwart met wit en de onderstaart is grijs. Het vrouwtje is bruin met een geelbruine onderzijde. Boven de ogen heeft ze een lichte oogstreep, verder zwart-witte baardstrepen en strepen op de stuit, borst en flanken.
- Lengte: 15 cm
- Spanwijdte: 21-26 cm
- Gewicht: 15-22 g

In de winter mist de rietgors zijn zwarte kop en kan de vogel bij vluchtig kijken verward worden met de ijsgors of zelfs met een huismus.

## Leefwijze
Vanaf een boom of struik in het rietland zingt hij zijn lied. Het voedsel bestaat uit slakken, rupsen en kevers, in de winter zaden.

## Voortplanting
Het legsel bestaat uit drie tot vijf grijsblauwe tot roodbruine eieren met grijze ondervlekken en zwartbruine stippen, in een goed verborgen nest op de grond of in de struiken.

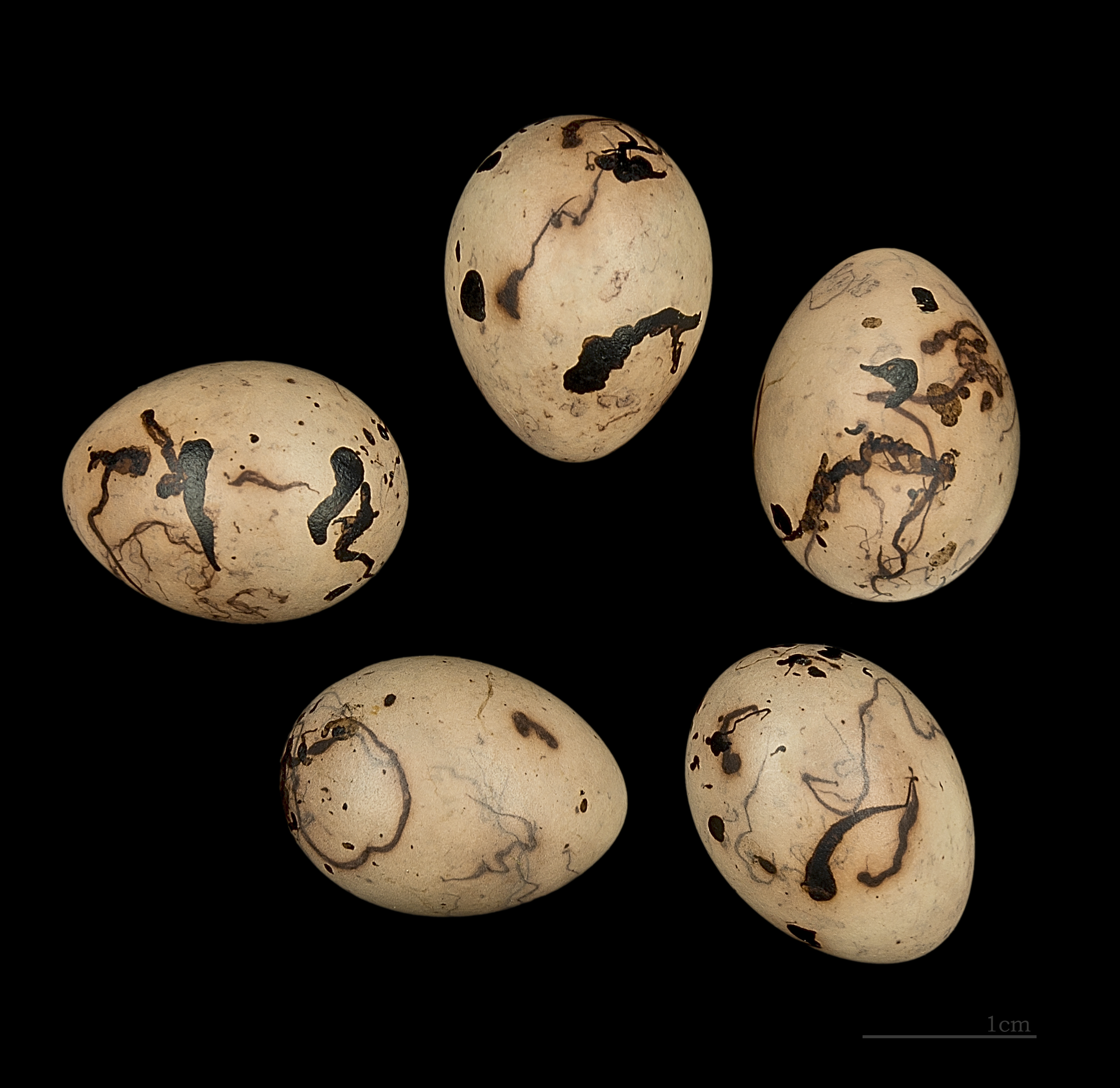
Eieren

## Verspreiding en leefgebied
De soort telt negentien ondersoorten:
- E. s. lusitanica: noordwestelijk Spanje en Portugal.
- E. s. schoeniclus: van westelijk, noordelijk en het noordelijke deel van Centraal-Europa tot noordelijk Europees Rusland.
- E. s. passerina: noordwestelijk Siberië.
- E. s. parvirostris: centraal Siberië.
- E. s. pyrrhulina: van het zuidelijke deel van Centraal-Siberië en noordoostelijk Mongolië tot Kamtsjatka, de Koerilen, noordelijk Japan en noordoostelijk China.
- E. s. pallidior: zuidwestelijk Siberië en noordelijk Kazachstan.
- E. s. stresemanni: oostelijk Oostenrijk, Hongarije, noordelijk Servië en noordwestelijk Roemenië.
- E. s. ukrainae: van Moldavië en Oekraïne tot centraal Europees Rusland.
- E. s. incognita: van zuidoostelijk Europees Rusland tot noordwestelijk, centraal en noordoostelijk Kazachstan.
- E. s. witherbyi: Spanje (behalve het noordwesten), zuidelijk Frankrijk, Sardinië, de Balearen en Marokko.
- E. s. intermedia: van Italië en de Adriatische Zeekust tot Albanië.
- E. s. tschusii: Bulgarije, Roemenië en het noordelijke Zwarte Zeegebied.
- E. s. reiseri: zuidoostelijk Albanië, noordwestelijk Griekenland, Macedonië en westelijk en centraal Turkije.
- E. s. caspia: oostelijk Turkije, de Kaukasus en noordelijk Iran.
- E. s. korejewi: zuidwestelijk en oostelijk Iran, zuidelijk Turkmenistan.
- E. s. pyrrhuloides: van westelijk tot zuidoostelijk Kazachstan.
- E. s. harterti: van oostelijk Kazachstan tot centraal Mongolië en noordwestelijk China.
- E. s. centralasiae: westelijk China.
- E. s. zaidamensis: het westelijke deel van Centraal-China.

Zoals zijn naam aangeeft, leeft hij in het riet dat groeit langs meren, plassen, moerassen en uiterwaarden.

## Status in Nederland en Vlaanderen
De rietgors is een talrijke broedvogel in de laag gelegen delen van Nederland. Tussen de jaren 1979 en 1985 waren er 79.000 tot 85.000 broedparen.
Volgens SOVON steeg dit aantal significant in de periode 1990-2007. Rond 2007 broedden er mogelijk 100.000 paar in Nederland. De soort staat niet op de Nederlandse Rode Lijst. Heel anders is de situatie in Vlaanderen. De rietgors staat daar op de Vlaamse Rode Lijst als bedreigd. De gors staat als niet bedreigd op de internationale Rode Lijst van de IUCN.

## Video
Emberiza affinis · Emberiza aureola · Emberiza bruniceps · Emberiza buchanani · Emberiza cabanisi · Emberiza caesia · Emberiza capensis · Emberiza chrysophrys · Emberiza cia · Emberiza cineracea · Emberiza cioides · Emberiza cirlus · Emberiza citrinella · Emberiza elegans · Emberiza flaviventris · Emberiza fucata · Emberiza godlewskii · Emberiza hortulana · Emberiza impetuani · Emberiza jankowskii · Emberiza koslowi · Emberiza lathami · Emberiza leucocephalos · Emberiza melanocephala · Emberiza pallasi · Emberiza poliopleura · Emberiza pusilla · Emberiza rustica · Emberiza rutila · Emberiza sahari · Emberiza schoeniclus · Emberiza siemsseni · Emberiza socotrana · Emberiza spodocephala · Emberiza stewarti · Emberiza striolata · Emberiza sulphurata · Emberiza tahapisi · Emberiza townsendi · Emberiza tristrami · Emberiza variabilis · Emberiza vincenti · Emberiza yessoensis